# Campionati italiani di sci alpino 1983
Ai Campionati italiani di sci alpino 1983 furono assegnati i titoli di discesa libera, slalom gigante, slalom speciale e combinata, sia maschili sia femminili.

## Risultati

### Uomini

#### Discesa libera
| Pos. | Atleta            | Nazione |
| ---- | ----------------- | ------- |
| 1    | Michael Mair      | Italia  |
| 2    | Mauro Cornaz      | Italia  |
| 3    | Robert Perathoner | Italia  |

#### Slalom gigante
| Pos. | Atleta                 | Nazione |
| ---- | ---------------------- | ------- |
| 1    | Efrem Merelli          | Italia  |
| 2    | Siegfried Kerschbaumer | Italia  |
| 3    | Oswald Tötsch          | Italia  |

#### Slalom speciale
| Pos. | Atleta        | Nazione |
| ---- | ------------- | ------- |
| 1    | Ivano Edalini | Italia  |
| 2    | Peter Mally   | Italia  |
| 3    | Alex Giorgi   | Italia  |

#### Combinata
| Pos. | Atleta            | Nazione |
| ---- | ----------------- | ------- |
| 1    | Richard Pramotton | Italia  |
| 2    | Ciro Sertorelli   | Italia  |
| 3    | Giovanni Giudici  | Italia  |

### Donne

#### Discesa libera
| Pos. | Atleta          | Nazione |
| ---- | --------------- | ------- |
| 1    | Karla Delago    | Italia  |
| 2    | Linda Rocchetti | Italia  |
| 3    | Elena Alberti   | Italia  |

#### Slalom gigante
| Pos. | Atleta          | Nazione |
| ---- | --------------- | ------- |
| 1    | Fulvia Stevenin | Italia  |
| 2    | Daniela Zini    | Italia  |
| 3    | Wanda Bieler    | Italia  |

#### Slalom speciale
| Pos. | Atleta            | Nazione |
| ---- | ----------------- | ------- |
| 1    | Maria Rosa Quario | Italia  |
| 2    | Daniela Zini      | Italia  |
| 3    | Paoletta Magoni   | Italia  |

#### Combinata
| Pos. | Atleta               | Nazione |
| ---- | -------------------- | ------- |
| 1    | Karla Delago         | Italia  |
| 2    | Nicoletta Merighetti | Italia  |
| 3    | Michaela Marzola     | Italia  |